# Han Ho-gang
Han Ho-gang (kor. 한호강, Hanja 韓浩康, jap. ハン ホガン; * 18. September 1993 in der Präfektur Kyōto, Japan) ist ein südkoreanischer Fußballspieler.

## Karriere
Han Ho-gang erlernte als Angehöriger der koreanischen Minderheit in Japan das Fußballspielen in der mit der Ch’ongryŏn verbundenen Korea University in Japan. Seinen ersten Vertrag unterschrieb er 2016 bei Montedio Yamagata. Der Verein aus der Präfektur Yamagata spielte in der zweiten japanischen Liga, der J2 League. Von Juli 2016 bis Januar 2018 wurde er an Blaublitz Akita ausgeliehen. Mit dem Verein aus Akita spielte er in der dritten Liga, der J3 League. 2017 wurde er mit dem Verein Meister der dritten Liga. Nach der Ausleihe wurde er von Blaublitz fest verpflichtet. 2020 feierte er erneut die Meisterschaft der dritten Liga sowie den Aufstieg in die zweite Liga. Nach dem Aufstieg verließ er den Verein und schloss sich dem Erstligisten Yokohama FC aus Yokohama an. Am Ende der Saison 2021 musste er mit dem Verein den Weg in die Zweitklassigkeit antreye. Für Yokohama bestritt er 24 Ligaspiele. Im März 2022 ging er nach Südkorea. Hier schloss er sich dem Zweitligisten Jeonnam Dragons an.

## Erfolge
Blaublitz Akita
- J3 League: 2017, 2020